# Le Beau Bizarre
Albums de Christophe
La dolce vita
(1977) Pas vu, pas pris
(1980)
Le Beau Bizarre est le huitième album studio de Christophe, paru en 1978.

## Historique
Après Jean-Michel Jarre pour Les Paradis Perdus et Les mots bleus, Christophe s'adjoint les services d'un nouvel auteur de chansons, Bob Decout, qui écrit tous les textes sauf Ce mec Lou (texte de Christophe et musique signée André Demay), pour cet album, enregistré au Studios Ferber, en septembre, novembre, décembre 1977 et janvier 1978.
Bien que l'album n'ait pas eu le succès des précédents albums du chanteur, Le Beau Bizarre obtient les louanges de la critique. Toutefois, sa durée restreinte de 25 minutes, le dessert auprès du public.

## Listes des chansons
| No | Titre                   | Durée |
| -- | ----------------------- | ----- |
| 1. | Un peu menteur          | 3:31  |
| 2. | Ici repose              | 2:45  |
| 3. | Le Héros déchiré        | 3:13  |
| 4. | Histoire de vous plaire | 3:27  |
| 5. | Le Beau Bizarre         | 3:23  |
| 6. | Saute du scooter        | 2:32  |
| 7. | Le Grand Couteau        | 2:13  |
| 8. | Ce mec Lou              | 2:27  |
| 9. | Il faut oser le faire   | 2:07  |

## Single
- Un peu menteur / Ce mec Lou